# سایه سرنوشت (بازی ویدئویی)
سایه سرنوشت یا سایه خاطرات (به انگلیسی: Shadow of Destiny یا Shadow of Memories) یک بازی ویدئویی در سبک ماجراجویی که توسط شرکت کونامی برای کنسول پلی‌استیشن ۲ ساخته شده است. این بازی در اصل برای پلی‌استیشن ۲ ساخته شد و در سال ۲۰۰۲ برای مایکروسافت ویندوز و کنسول ایکس‌باکس توسط شرکت رون‌کرفت پورت گردید. نسخه پلی‌استیشن همراه آن نیز ۱ اکتبر ۲۰۰۹ در ژاپن و ۲۶ ژانویه ۲۰۱۰ در آمریکا منتشر شد.

## روندبازی
در سایه سرنوشت بازیباز کنترل شخصیت اصلی بازی فردی به نام آیک کاش را بر عهده دارد. در ابتدای بازی او در شهری ساختگی به نام لبنس‌بام، واقع در آلمان است و بعد از خارج شدن از یک قهوه‌خانه از پشت توسط شخصی ناشناس ضربه چاقویی به او وارد می‌شود. اما او نمی‌میرد و در یک اتاق عجیب بیدار می‌شود. در آن اتاق صدایی مرموز به او شانسی دوباره برای تغییر سرنوشت خود می‌دهد. آیک توسط وسیله‌ای به نام دیجی‌پد باید در زمان سفر کند و از مرگ خود جلوگیری کرده و نقاب را از صورت قاتل خود بردارد.